# Legislativversammlung von Niederkanada
Die Legislativversammlung von Niederkanada (engl. Legislative Assembly of Lower Canada, frz. Chambre d'assemblée du Bas-Canada) bildete von 1791 bis 1838 das vom Volk direkt gewählte Unterhaus des Parlaments von Niederkanada. Zusammen mit dem Legislativrat von Niederkanada sowie dem von der britischen Krone entsandten Generalgouverneur von Kanada bildete es sie die Legislative in Niederkanada.

## Geschichte
Sowohl Unter- als auch Oberhaus wurden durch die Verfassung von 1791 eingesetzt. Sie teilte die Provinz Québec in das französischsprachige Nieder- und das englischsprachige Oberkanada. Damit sollten den im amerikanischen Bürgerkrieg nach Oberkanada geflohenen Loyalisten und ihrem Wunsch nach einem angelsächsischen Regierungssystem entgegengekommen werden. Gleichzeitig erhielten die französischen Siedler in Niederkanada durch die Legislativversammlung entscheidenden Einfluss auf die Gesetzgebung in der Kolonie.
Die Versammlung trat am 17. Dezember 1792 im ehemaligen Bischofspalast von Québec zum ersten Mal zusammen. Nach der Rebellion 1837 und der Aufhebung der Verfassung am 27. März des folgenden Jahres hörte die Versammlung auf zu existieren.

## Wahlrecht
Die Mitglieder der Versammlung wurden gemäß der Artikel XX und XXII von allen Männern über 21 Jahren gewählt, welche die Anforderungen Zensuswahlrechts erfüllten. Wählbar waren alle britischen Untertanen über 21 Jahren, welche nicht Mitglied des Legislativrates oder Teil des anglikanischen und katholischen Klerus waren. Die Mindestgröße der Legislativversammlung betrug laut Verfassung 50 Personen. 